# Rebel Moon Rising
Rebel Moon Rising ist ein Ego-Shooter des US-amerikanischen Entwicklers Fenris Wolf und Publishers GT Interactive. Der 1997  für Windows veröffentlichte Science-Fiction-Titel spielt in einer Zukunft, in der der Mond kolonisiert wurde. Durch politische Konflikte rebellieren die Mondkolonien gegen die Vereinten Nationen. Der Spieler kämpft dabei auf Seiten der Mondmiliz in 27 Level gegen die unterdrückenden Truppen der Vereinten Nationen. Später im Spielverlauf nimmt die Handlung eine Wende, als plötzlich Außerirdische auftauchen.

## Entwicklungsgeschichte
Rebel Moon Rising ist die Fortsetzung zu Rebel Moon aus dem Jahr 1995. Rebel Moon lag ausschließlich als Bonus-CD der Creative Labs Software 3D BLASTER PCI bei. 1996 schrieb Bruce Bethke einen Roman zu Rebel Moon. Es war eine Spielreihen-Trilogie angedacht mit Rebel Moon Revolution als dritten Spieltitel, GT Interactive verwarf die Entwicklung dann aber, woraufhin wegen schlechter interner Absprachen das Entwicklerstudio Fenris Wolf den Publisher GT Interactive verklagte. Die Shareware von Rebel Moon Rising lag 1997 auf der zweiten CD-ROM bei Eidos Interactive Computerspiel Blood bei.
Das Spiel wurde für die PlayStation angekündigt, aber nie veröffentlicht.

## Rezeption
Die deutsche Computerspielezeitschrift PC Player attestierte Rebel Moon Rising neben „netten Lichteffekten“ ein schlechtes Design von Gegnern, Spielwelt und Gameplay. Obwohl das Spiel speziell für die damals neuen MMX-Prozessoren von Intel entwickelt wurde, könne es weder technisch noch spielerisch überzeugen. PC Joker beurteilte das Spiel trotz hoher Auflösung, nettem Soundtrack und Mehrspieleroption als „nicht sonderlich hübsche“ und „uninspirierte 3D-Ballerei“ mit „oft gesehener 08/15-Action“.